# Légion irlandaise
La Légion irlandaise ("Legione irlandese" in lingua francese) fu un battaglione di fanteria leggera fondato nel 1803 per la progettata e mai eseguita invasione dell'Irlanda da parte delle armate francesi di Napoleone Bonaparte. Venne successivamente espansa sino alle dimensioni di un reggimento di quattro battaglioni ed ebbe un ruolo rilevante nella Spedizione di Walcheren e nella guerra peninsulare. Venne sciolta nel 1815.

## Fondazione

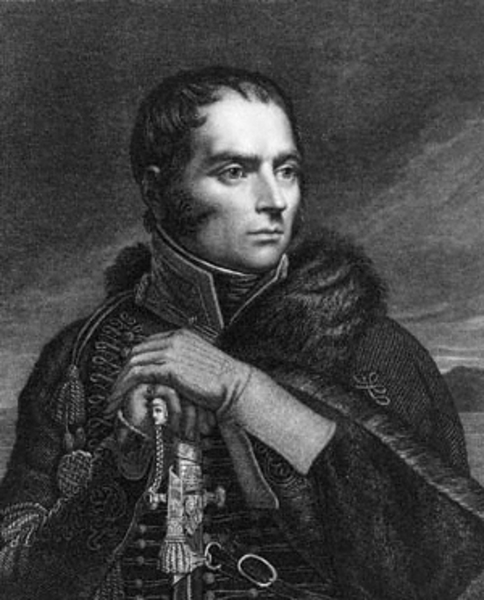
Nel 1804, per decisione di Napoleone, Arthur O'Connor venne inviato a Morlaix col grado di generale di divisione per formare la "brigata irlandese".

I primi ufficiali membri di questo corpo erano dei ribelli irlandesi catturati durante la rivolta del 1798 che vennero liberati durante il breve periodo di pace seguito al Trattato di Amiens a condizione però che si esiliassero, e pertanto questi salparono alla volta della Francia dove giunsero nel giugno del 1802. Il trattato si interruppe nel maggio del 1803 con l'inizio della guerra della terza coalizione. Come parte dell'invasione del Regno Unito pianificata da Napoleone tra il 1803 ed il 1805, la legione irlandese avrebbe costituito il cuore di una forza d'invasione di 20.000 armati per conquistare l'Irlanda, noto come Corps d'Irlande.
La legione venne fondata il 31 agosto 1803 a Morlaix, in Francia. Bernard MacSheehy venne assegnato quale comandante del reggimento. Questi era aiutante generale dell'esercito di Napoleone.
Il proposito della legione era quello di allineare i cuori irlandesi alla causa francese per l'imminente invasione dell'Irlanda. Il generale Pierre Augereau aveva ottenuto il comando delle forze di spedizione ed era desideroso di guidare soprattutto irlandesi nel suo corpo, credendo che questo avrebbe fatto accettare maggiormente l'idea di una invasione straniera per liberare l'Irlanda. Ad ogni modo, la Battaglia di Capo Finisterre e la Battaglia di Trafalgar nel 1805 resero insicuro l'attraversamento della Manica e Napoleone venne costretto ad abbandonare i suoi piani per l'Irlanda. Spostò quindi i suoi interessi verso l'Austria e l'Europa orientale, lanciando la campagna di Germania sul finire del 1805. La legione rimase sulle coste francesi con compiti difensivi.

## Formazione e simboli
La Legione venne espansa da un battaglione a un reggimento e richiese sempre più soldati. Il gruppo di uomini che la componeva quindi era variegato: alcuni provenivano dall'Irlanda, altri erano fuggitivi della Royal Navy, altri ancora erano tedeschi o polacchi. Mentre la legione si trovava a Magonza nel 1806, venne raggiunta da 1500 polacchi oltre a 200 irlandesi che erano stati venduti dal governo inglese a quello prussiano per lavorare nelle miniere di sale ed avevano poi finito per aderire all'esercito prussiano. Il suo quartiere general era posto a 's-Hertogenbosch, noto in francese come Bois-le-Duc, nell'allora Regno d'Olanda.
La legione irlandese e la sua bandiera, ricevettero nel dicembre del 1805 l'insegna dell'aquila imperiale francese e fu l'unico corpo straniero al servizio della Francia a riceverla da Napoleone. Caratterizzati da una uniforme verde, i legionari raggiunsero il numero di 2000 circa.

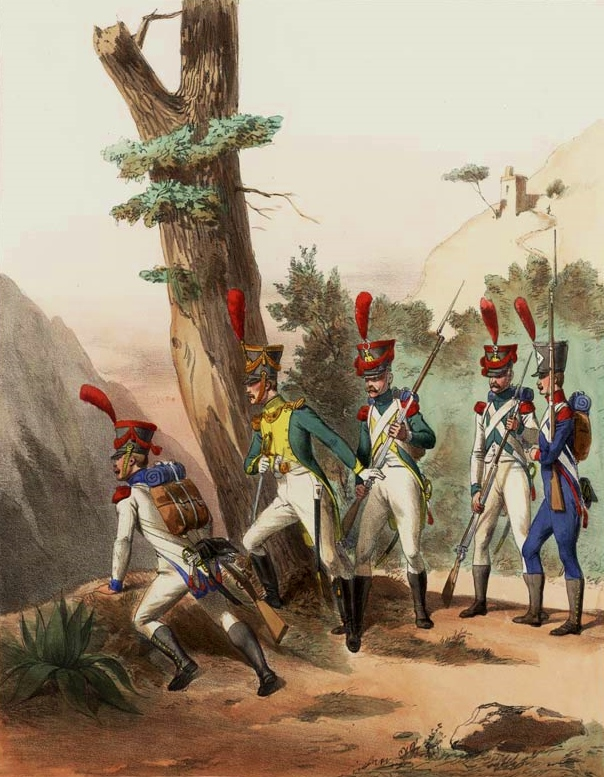
Reggimenti stranieri nella Grande Armata del 1810. Dipinto del 1830 di Alfred de Marbot (1812-1865). Al centro, con le uniformi verdi, un ufficiale ed un granatiere della legione irlandese.

Il reggimento ricevette dal 1807 un notevole appoggio dal ministro della guerra di Napoleone, il maresciallo Henri Clarke, nato in Francia da genitori irlandesi, i cui antenati avevano servito i re di Francia nella Brigata irlandese nell'ancien régime. Con suo padre aveva servito nel reggimento Dillon ed il padre di sua madre e altri zii nel Reggimento Clare. Nell'agosto del 1811 la legione venne rinominata 3e Regiment Etranger (Irlandais) (3º reggimento straniero (irlandese)), ma rimase popolarmente noto come "legione irlandese".

## Azioni

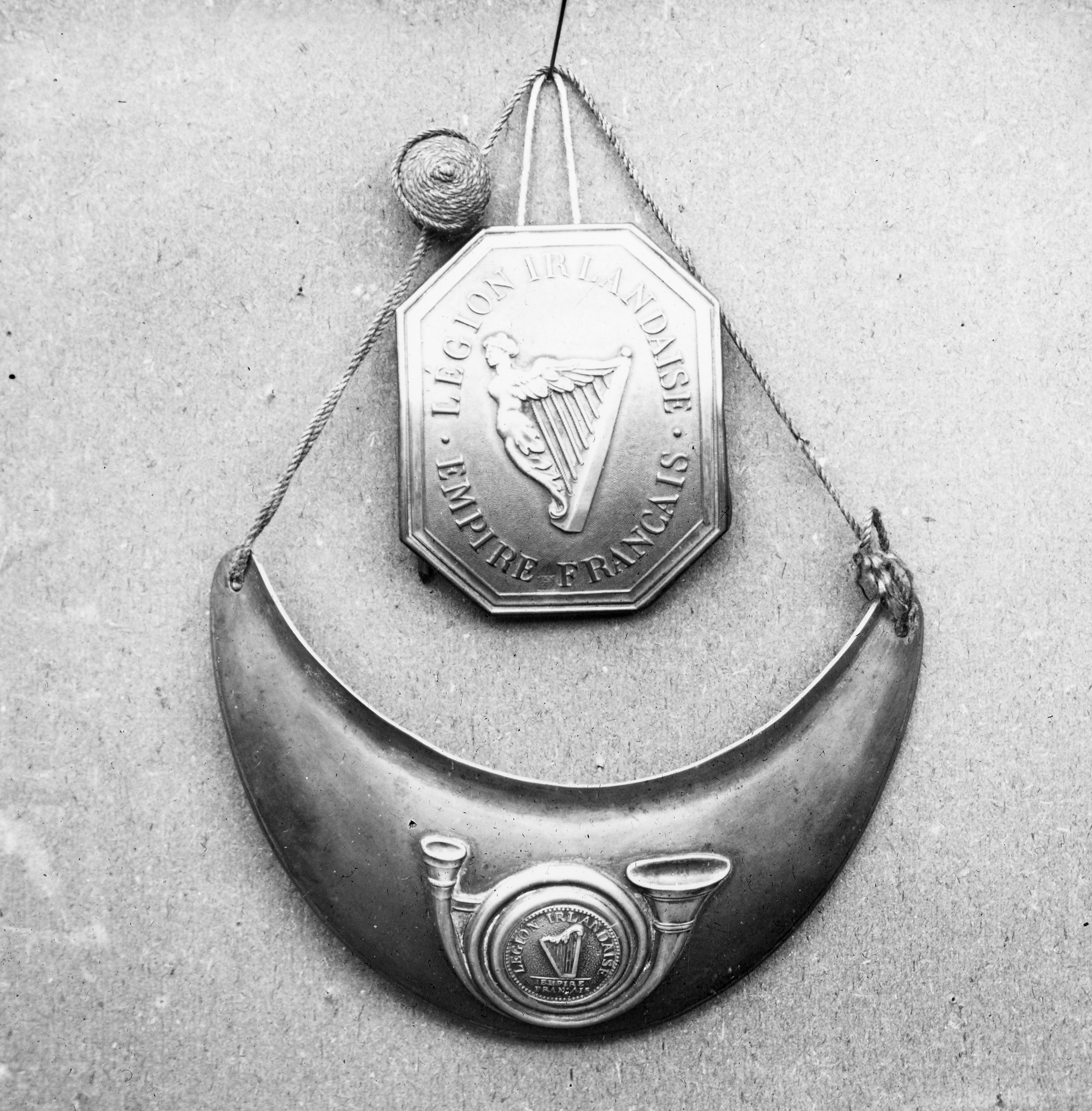
Distintivi dei soldati della legione irlandese esposti in un museo in Irlanda, foto del 1910 circa.

Nel 1808 il secondo battaglione della legione irlandese combatté nella guerra peninsulare, aiutando i francesi nella conquista di Madrid nel corso della Rivolta del due di maggio e si guadagnò la stima dei francesi nell'assedio di Astorga, guidando la carica che prese poi possesso della città. Nel corso della battaglia il tamburino della compagnia del capitano John Allen continuò a battere la carica pur avendo perso entrambe le sue gambe e per questo gli venne attribuita poi la Legion d'onore. Nel giugno del 1810 la legione venne riassegnata all'Armata del Portogallo guidata da Massena e prestò servizio ad Almeida e nella battaglia di Fuentes de Oñoro nel 1811.
Il primo battaglione ebbe il proprio battesimo del fuoco nella battaglia di Flushing nella Spedizione di Walcheren del 1809, subendo pesanti perdite a causa della malaria.
La legione fece parte della 17ª divisione del generale Puthod nella Campagna di Germania del 1813. A Goldsberg il reggimento riuscì a respingere con una formazione a quadrato la cavalleria nemica anche se divenne un facile obbiettivo per il fuoco dei cannoni nemici, perdendo 400 uomini nel corso dello scontro. In una schermaglia successiva, gli uomini di Puthod vennero inseguiti dall'esercito imperiale russo sino al fiume Bóbr, ma riuscirono a mantenere la loro posizione fino all'ultima cartuccia, cercando poi la salvezza nuotando nel fiume. Il reggimento ebbe pesanti perdite anche a causa degli inseguimenti e dei cosacchi che spararono loro anche nell'acqua. In tutto morirono in quell'occasione quasi 1500 uomini. I sopravvissuti si ritirarono a Bois-le-Duc.
Nella successiva ritirata napoleonica il reggimento prese parte all'assedio di Anversa del 1814 e si spostò poi a Lilla, dove rimase sino all'abdicazione di Napoleone nell'aprile del 1814.
Nel 1805-15 undici ufficiali del reggimento ottennero la Legion d'onore, tra cui il colonnello William Lawless, e James Bartholomew Blackwell.

## Scioglimento
Il reggimento, divisosi per lealtà durante i "Cento Giorni", venne ufficialmente sciolto da re Luigi XVIII il 28 settembre 1815. Its flags were burned and its eagle destroyed.